# Menameradiel
Menameradiel (bis zum 31. Dezember 2010: Menaldumadeel (anhörenⓘ)) ist eine ehemalige Landgemeinde in der Provinz Friesland westlich von Leeuwarden (westfriesisch Ljouwert) in den Niederlanden. Sie wurde zum 1. Januar 2018 aufgelöst und mit den Gemeinden Franekeradeel, Het Bildt und einigen Dörfern von Littenseradiel zur neuen Gemeinde Waadhoeke vereinigt.
Sie hatte 13.437 Einwohner (Stand: 31. Dezember 2017). Der Hauptort der Gemeinde war Menaldum (westfriesisch Menamer), etwa 9 km westlich von Leeuwarden und 8 km östlich von Franeker. Durch die Gemeinde verlief die Autobahn A31 von Harlingen (westfriesisch Harns) nach Leeuwarden.

## Politik

### Sitzverteilung im Gemeinderat
| Partei                         | Sitze | Sitze | Sitze | Sitze |
| Partei                         | 2002  | 2006  | 2010  | 2014  |
| ------------------------------ | ----- | ----- | ----- | ----- |
| Gemeentebelangen Menaldumadeel | 4     | 2     | 4     | 5     |
| FNP                            | 3     | 3     | 2     | 3     |
| CDA                            | 3     | 3     | 3     | 3     |
| PvdA                           | 2     | 4     | 3     | 2     |
| VVD                            | 2     | 1     | 2     | 1     |
| GroenLinks                     | 1     | 2     | 1     | 1     |
| Gesamt                         | 15    | 15    | 15    | 15    |